# Verbascum cucullatibracteum
Verbascum cucullatibracteum är en flenörtsväxtart som beskrevs av Hub.-mor.. Verbascum cucullatibracteum ingår i släktet kungsljus, och familjen flenörtsväxter. Inga underarter finns listade i Catalogue of Life.